# The Big 4: Live from Sofia, Bulgaria
The Big 4: Live from Sofia, Bulgaria è un album video dei gruppi musicali statunitensi Anthrax, Megadeth, Slayer e Metallica, pubblicato il 2 novembre 2010 dalla Universal Records.

## Descrizione
Contiene l'intero concerto tenuto dai quattro gruppi, noti appunto come i Big 4 del thrash metal, presso lo Stadio nazionale Vasil Levski a Sofia in occasione dell'annuale Sonisphere Festival.
Il disco fu pubblicato anche in una versione limitata costituito (oltre che dai due DVD) anche da 5 CD, un booklet di 24 pagine, un poster, foto di ciascuna band e dal plettro del Big 4.
Questa pubblicazione è l'ultima in cui appare ufficialmente il chitarrista Jeff Hanneman degli Slayer, morto nel mese di maggio 2013 a causa di una cirrosi epatica.

## Tracce

### DVD 1
- Anthrax

1. Caught in a Mosh – 6:03
2. Got the Time – 3:41
3. Madhouse – 4:23
4. Be All, End All – 7:59
5. Antisocial – 6:36
6. Indians/Heaven and Hell – 10:08
7. Medusa – 5:52
8. Only – 6:45
9. Metal Thrashing Mad – 3:26
10. I Am the Law – 8:13

- Megadeth

1. Holy Wars... The Punishment Due – 6:32
2. Hangar 18 – 5:03
3. Wake Up Dead – 3:44
4. Head Crusher – 3:17
5. In My Darkest Hour – 5:25
6. Skin o' My Teeth – 3:13
7. À tout le monde – 4:27
8. Hook in Mouth – 4:38
9. Trust – 5:03
10. Sweating Bullets – 4:50
11. Symphony of Destruction – 4:14
12. Peace Sells/Holy Wars Reprise – 10:21

- Slayer

1. World Painted Blood – 6:25
2. Jihad – 4:30
3. War Ensemble – 5:08
4. Hate Worldwide – 3:11
5. Seasons in the Abyss – 6:23
6. Angel of Death – 5:33
7. Beauty Through Order – 5:10
8. Disciple – 5:06
9. Mandatory Suicide – 4:13
10. Chemical Warfare – 5:50
11. South of Heaven – 4:29
12. Raining Blood – 5:38

### DVD 2
- Metallica

1. Creeping Death – 8:10
2. For Whom the Bell Tolls – 4:29
3. Fuel – 4:15
4. Harvester of Sorrow – 6:17
5. Fade to Black – 7:30
6. That Was Just Your Life – 6:52
7. Cyanide – 7:14
8. Sad but True – 6:32
9. Welcome Home (Sanitarium) – 6:13
10. All Nightmare Long – 7:49
11. One – 8:33
12. Master of Puppets – 8:05
13. Blackened – 7:57
14. Nothing Else Matters – 5:55
15. Enter Sandman – 11:06
16. Am I Evil? (feat. Dave Lombardo, Megadeth e Anthrax) – 6:04 – originariamente interpretata dai Diamond Head
17. Hit the Lights – 5:24
18. Seek & Destroy – 12:39

## Formazione
Anthrax
- Joey Belladonna – voce
- Scott Ian – chitarra ritmica, cori
- Rob Caggiano – chitarra solista
- Frank Bello – basso, cori
- Charlie Benante – batteria

Megadeth
- Dave Mustaine – voce, chitarra
- Chris Broderick – chitarra, cori
- David Ellefson – basso, cori
- Shawn Drover – batteria

Slayer
- Tom Araya – voce, basso
- Jeff Hanneman – chitarra
- Kerry King – chitarra
- Dave Lombardo – batteria

Metallica
- James Hetfield – voce, chitarra ritmica
- Kirk Hammett – chitarra solista, cori
- Robert Trujillo – basso, cori
- Lars Ulrich – batteria

## Classifiche
| Classifica (2010/11) | Posizione massima |
| -------------------- | ----------------- |
| Australia            | 71                |
| Belgio (Vallonia)    | 73                |
| Canada               | 3                 |
| Finlandia            | 31                |
| Germania             | 59                |
| Italia               | 2                 |
| Paesi Bassi          | 75                |
| Regno Unito          | 1                 |
| Stati Uniti          | 1                 |
| Svizzera             | 63                |